# Rodrigo Fernandes
Rodrigo Francisco Pinto Vieira Fernandes (Lissabon, 23 maart 2001) beter bekend onder de naam Rodrigo Fernandes is een Portugees voetballer die als middenvelder speelt voor Sporting CP.

## Clubcarrière
Fernandes werd geboren in Lissabon. Hij maakte zijn profdebuut op 27 oktober 2019 met een 3-1 thuisoverwinning op Vitória de Guimarães, waarbij hij de laatste twee minuten speelde als invaller voor Eduardo Henrique.
1 Israel ·
2 Reis ·
3 St. Juste ·
5 Morita ·
6 Debast ·
8 Gonçalves ·
9 Gyökeres ·
10 Edwards ·
11 Santos ·
13 Kovačević ·
17 Trincão ·
19 Harder ·
20 Araújo ·
21 Catamo ·
22 Fresneda ·
23 Bragança ·
25 Inácio ·
26 Diomande ·
41 Callai ·
42 Hjulmand  ·
47 Esgaio ·
57 Quenda ·
72 Quaresma ·
Coach: Amorim